# Asesinos de Brabante
Los asesinos de Brabante (francés: Tueurs du Brabant), también conocidos como la banda de Nivelles (neerlandés: Bende van Nijvel), son un grupo de individuos a los que se cree responsables de una serie de ataques violentos que ocurrieron en su mayoría en la provincia de Brabante (Bélgica) entre 1982 y 1985, en los que 28 personas murieron y 40 resultaron heridas. El caso se ha convertido en la ola de crímenes sin resolver más notoria en la historia del país.
La seña de identidad de la banda fue la violencia desproporcionada y gratuita en crímenes con botines relativamente pequeños, y su despreocupación acerca de la respuesta policial, motivo por el cual se han elucubrado muchas teorías especulativas sobre el caso. Aunque cabe la posibilidad de que los perpetradores hayan sido una pandilla de criminales especialmente psicópatas sin ninguna motivación posterior, una línea de investigación recientemente recuperada apunta hacia un grupo paramilitar políticamente extremista enviado a un ejercicio de reconocimiento encubierto que implicaba comprobar la seguridad de algunos supermercados fijados como blancos de las acciones armadas. Según varios testigos, la banda estaba compuesta por tres participantes activos en los asaltos, ayudados por otros que suministraban apoyo logístico y reunían información sobre asuntos específicos. Los tres atracadores más activos son denominados comúnmente de la siguiente manera:
- El Gigante, un hombre muy alto que pudo ser el líder.
- El Asesino, que disparó a la mayor parte de víctimas de la pandilla, y del cual se piensa que fue mortalmente herido en la última acción.
- El Viejo, que actuaba principalmente como conductor.

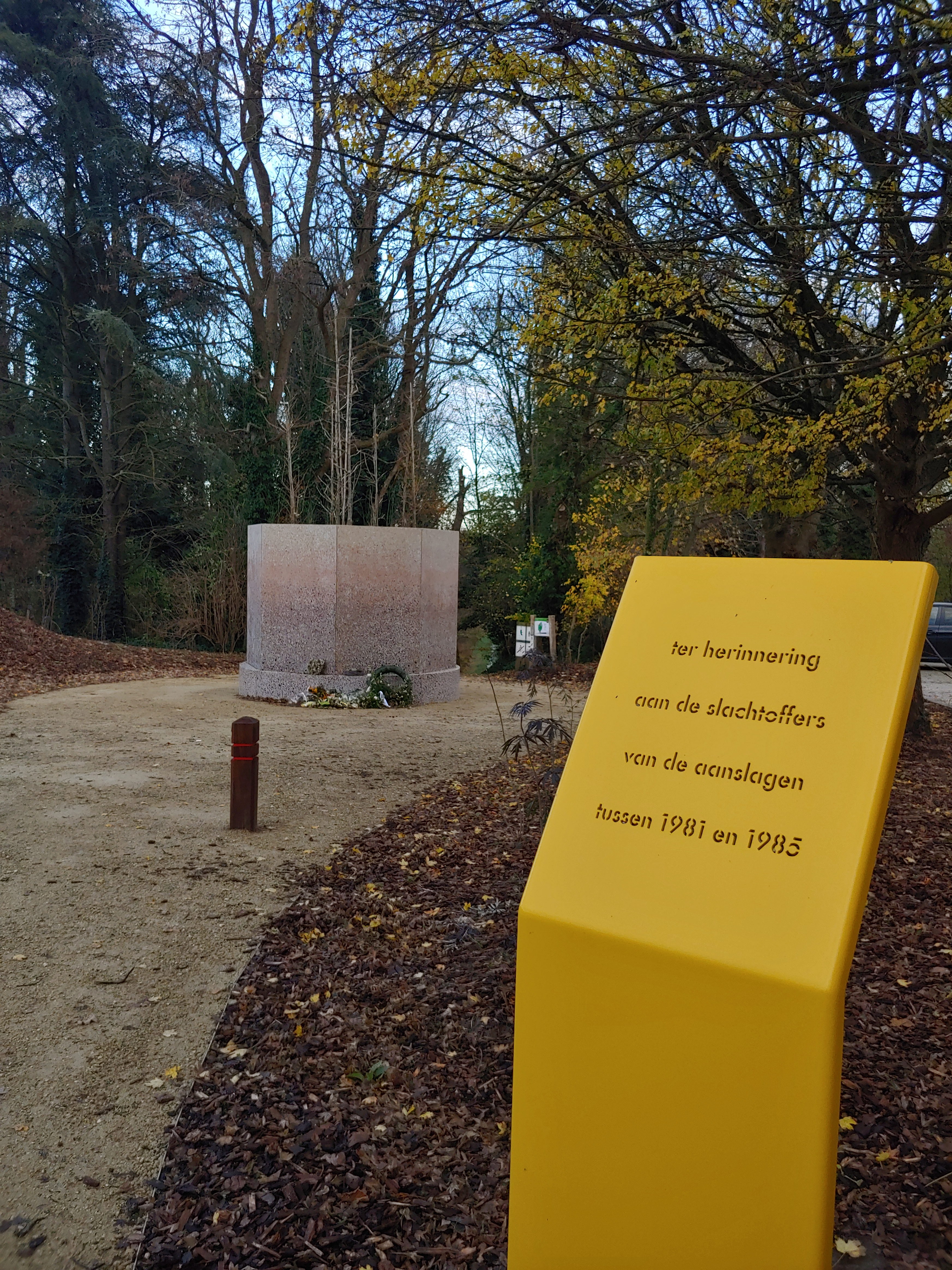
en memoria de las víctimas de los atentados entre 1981 y 1985. Aalst.

La identidad y el paradero de los asesinos siguen siendo desconocidos. El fracaso a la hora de arrestar a la banda fue una importante fuente de la insatisfacción social que terminó llevando a la reforma de la policía belga.

## Compendio de delitos atribuidos a la banda
| Dinant Maubeuge Wavre Beersel Mons Uccle Halle Houdeng-Gœgnies Temse Nivelles Ohain Anderlues Braine-l'Alleud Overijse Aalst |

### 1982
- 13 de marzo: robo al descuido de una escopeta de caza del calibre 10 en una tienda minorista de Dinant (Bélgica). Dos hombres fueron vistos huyendo.
- 10 de mayo
  - Robo a mano armada de un Austin Allegro.
  - Un Volkswagen Santana es sustraído de un concesionario.
- 14 de agosto: atraco en una tienda de comestibles de Maubeuge (Francia). Los asaltantes estaban cargando comida y vino en el momento en que llegaron dos agentes de la Gendarmería, siendo ambos tiroteados y heridos de gravedad.
- 30 de septiembre: robo por la fuerza a un vendedor de armas en Wavre (Bélgica). Los delincuentes se hicieron con quince armas de fuego, incluyendo subfusiles. Un agente de policía fue asesinado en la escena del crimen, y otros dos fueron tiroteados y heridos gravemente en un incidente posterior, cuando un vehículo policial fue embestido al obstruir al coche de los atracadores durante su fuga.
- 23 de diciembre: robo a mano armada en un restaurante aislado en Beersel (Bélgica), en el que los agresores se apropiaron de café y vino. El vigilante fue torturado y asesinado.[1]

### 1983
- 9 de enero: robo de un taxi en Bruselas. El vehículo fue encontrado en Mons (Bélgica). El taxista fue sometido a tortura y ejecutado.
- 11 de febrero: atraco de un supermercado en Rixensart (Bélgica). No hubo muertos, pero sí varios heridos, en una acción en la que la banda se hizo con menos de 18 000 dólares.
- 22 de febrero: un Audi 100 con múltiples impactos de bala infligidos en la acción del 11 de febrero es identificado y robado de un garaje comercial donde estaba siendo reparado.
- 25 de febrero: atraco de un supermercado en Uccle (Bélgica), con un botín de menos de 16 000 dólares. Ninguna víctima.
- 3 de marzo: atraco de un supermercado en Halle (Bélgica), con un botín de menos de 18 000 dólares. El Audi fue abandonado en la calle.
- 7 de mayo: atraco de un supermercado en Houdeng-Gœgnies (Bélgica), con un botín de menos de 22 000 dólares. Ninguna víctima.
- 10 de septiembre: atraco de una fábrica textil en Temse (Bélgica), en el que fueron sustraídos siete chalecos antibalas. Un trabajador murió, y su esposa sufrió heridas severas.
- 17 de septiembre: una pareja que se detuvo en una estación de autoservicio 24 horas de Nivelles (Bélgica) es asesinada, aparentemente para robarles el vehículo, por la banda que estaba irrumpiendo en una tienda de comestibles adyacente. Usaron un soplete cortador para entrar en la tienda y extraer 20 kilos de té y café y 10 litros de aceite de cocina, para cuya carga no tuvieron prisa aun cuando se activó la alarma. Dos gendarmes acudieron al lugar, y fueron recibidos con disparos nada más aparecer, falleciendo uno y quedando herido de gravedad el otro. El grupo criminal escapó en un Saab Turbo y en el Mercedes de la pareja, tiroteando a otro vehículo policial a cierta distancia antes de huir.
- 2 de octubre: atraco de un restaurante en Ohain (Bélgica). Nada fue robado, pero los asaltantes mataron al propietario.
- 7 de octubre: atraco de un supermercado en Beersel (Bélgica), con un botín de menos de 35 000 dólares. Un cliente fue asesinado.
- 1 de diciembre: atraco de una joyería en Anderlues (Bélgica), con un botín de algunas joyas de poco valor. Dos personas murieron.[1]

### 1985
Después de casi dos años (666 días) de silencio, la pandilla comenzó un nuevo ciclo de atracos. Los ataques de 1985 fueron los más violentos desde el inicio de su carrera criminal en 1982.
- Viernes 27 de septiembre, aproximadamente a las 20:00. Atraco y asesinatos en el supermercado Delhaize de la calle de la Graignette en Braine-l'Alleud, con un botín de menos de 6000 dólares. Tres personas murieron, y dos resultaron heridas.
- Viernes 27 de septiembre, aproximadamente a las 20:30 (sólo entre 15 y 25 minutos después del primer ataque de la noche): atraco y asesinatos en el supermercado Delhaize de Brusselsesteenweg, en Overijse. Los asaltantes se hicieron con menos de 25 000 dólares. Cinco personas fueron asesinadas, y una herida.

Las medidas de seguridad tomadas tras estos incidentes incluyeron el estacionamiento de guardias armados en los supermercados de la región.

#### Acción final
Sábado 9 de noviembre. Aproximadamente a las 19:30 hubo un atraco en el supermercado Delhaize de Parklaan, en Aalst, fuera del ámbito normal de la banda, y no había guardias permanentes, aunque la policía patrullaba los alrededores cada 20 minutos. Fueron sustraídos menos de 25 000 dólares, y ocho personas fueron asesinadas. En el supermercado los miembros de la pandilla, que llevaban máscaras con caras estrafalarias pintadas, gritaron a los clientes que les habían mirado, para justificar los disparos, pero parecía ser totalmente gratuito, especialmente en el caso del 'Asesino', que estaba armado con una escopeta. Los atracadores tardaron en salir del lugar después de volver a su vehículo de huida estacionado, a pesar de que sólo había dos salidas y podrían haber sido fácilmente atrapados. Los vehículos de patrulla llegaron antes de que la banda se hubiese ido, pero la mayoría se dirigió a una segunda salida del aparcamiento a 100 yardas de los delincuentes, que pudieron escapar. Uno de ellos se dispuso al lado de su vehículo y empezó un tiroteo contra la policía. Un agente disparaba desde la distancia, mientras otro se acercó desde la rampa al vehículo y devolvió el fuego con un revólver sobre un miembro de la banda a 30 metros, posiblemente el 'Asesino', y de nuevo el vehículo de los atracadores se dio a la fuga. Un furgón policial recibió también disparos en tanto que siguió a la pandilla durante casi un kilómetro antes de poner fin a la persecución. El último avistamiento de los asesinos de Brabante ocurrió aquella noche, con uno de ellos aparentemente muerto o gravemente herido, en la intersección de una carretera forestal. Décadas después, la policía practicó una investigación en la zona y encontró evidencias de la detonación de un arma, lo que llevó a los investigadores a creer que un miembro, posiblemente el líder, fue rematado por sus cómplices y enterrado en el bosque. El vehículo en que escaparon fue hallado más tarde carbonizado.

## Modus operandi
El grupo mostró algunos indicios de que eran delincuentes experimentados, pero extrañamente también dejaron ver características irracionales o poco profesionales. Los vehículos utilizados, a menudo Volkswagens, fueron despojados de los aspectos distintivos de su tapicería, y uno fue modificado para aumentar aún más su potencia de arranque. El conductor parece haber sido cualificado, con un conocimiento considerable de las rutas relativamente secundarias a través de un área amplia, y después del último atraco escapó por vías no obvias. El rasgo más distintivo de la banda fue su falta de orientación hacia obtener las máximas ganancias mediante la mínima exposición a ser detenidos. Los asesinatos provocaron un incremento de los recursos para la investigación policial sobre la pandilla, cuya recaudación criminal era más bien modesta en relación con los riesgos que corrían robando artículos de bajo valor. Los asesinatos se intensificaron hasta el atraco final, cuando los espectadores fueron muertos a tiros en el aparcamiento, y una vez dentro del local otras víctimas, incluidos niños, fueron objeto de disparos a escasa distancia mientras estaban tendidos en el suelo. Las escopetas de bombeo del calibre 12 solían cargarse con un tipo de munición que rara vez se utilizaba en Bélgica, con la excepción de la brigada antiterrorista de la Gendarmería.

## Motivación ulterior

### Complicidad oficial
El último atentado, cuando la banda dio el golpe aun con las patrullas comprobando el supermercado cada veinte minutos, llevó a rumores acerca de algún tipo de conocimiento interno e incluso la posible complicidad de gendarmes en los atracos. Los vehículos de la Gendarmería (que contenían una Uzi en un compartimento) estuvieron presentes a unos 100 metros de distancia, pero no lograron enfrentarse a ellos ni siquiera perseguirlos con éxito. Los agentes de la Gendarmería, que tenían un estatus militar, eran considerados como una forma más agresiva de aplicación de la ley que la policía municipal. La red Stay Behind belga SDRA8 (Gladio) —operante como una rama secreta de la inteligencia militar belga— fue vinculada por algunos a la banda, ya que algunas unidades de la red estaban compuestas por miembros de la Gendarmería. En este sentido, la amenaza comunista sobre Europa Occidental habría servido de justificación para una red paramilitar Gladio que, creada y apoyada por la OTAN, fue activada para aterrorizar a la población. Sin embargo, la investigación parlamentaria belga sobre Gladio no encontró pruebas sustanciales de que la operación estuviera involucrada en actos terroristas o que grupos criminales se hubieran infiltrado en la red Stay Behind. La Gendarmería belga, por su parte, fue abolida durante unas reformas que se debieron en parte a la insatisfacción con respecto a su rendimiento en el caso de los asesinos de Brabante.

### Westland New Post
La hipótesis Stay Behind de la OTAN para las masacres de Brabante fue explorada ostensiblemente en el capítulo de 1992 sobre la Operación Gladio de la serie Timewatch (BBC), dirigido por Allan Francovich, pero el programa se centró en la pequeña organización anticomunista Westland New Post, ya desaparecida por entonces, cuyo líder Paul Latinus afirmaba haber trabajado con agencias gubernamentales en las mismas condiciones que Gladio. Mucha gente consideraba que Latinus probablemente se había inventado esos contactos con organismos secretos del gobierno para aumentar su prestigio dentro de la organización. La conexión principal a los asesinos de Brabante eran los miembros del WNP, incluyendo algunos gendarmes, que relataron haber recibido órdenes a principios de la década de 1980 de vigilar y preparar informes sobre las medidas de seguridad en varios supermercados belgas, incluidos los de la cadena que fue seleccionada posteriormente como objetivo preferente de los asesinos. Sin embargo, estas tareas podrían deberse a que en el WNP militaban agentes de inteligencia en servicio activo, ya que una unidad del Ejército Británico, el Servicio Aéreo Especial, se sabe que utilizaba la planificación de atracos como un ejercicio teórico para entrenamientos bélicos de retaguardia.
Michel Libert, antiguo número 2 del Westland New Post, nunca ha negado la transmisión de órdenes para evaluar de forma encubierta la seguridad del supermercado, pero rechaza que tuviera más que ver en el asunto, que estaba fuera de su ámbito de responsabilidad. Insistió en que el líder del WNP, el difunto Paul Latinus, no le contó el propósito detrás de aquellas asignaciones.
En 1983, Libert se había citado con Marcel Barbier, otro miembro del WNP, cuando fue detenido por usar un arma en una pelea callejera, y se convirtió en sospechoso del doble asesinato en una sinagoga en el año anterior. Cuando la policía empezó después a investigar al WNP, Latinus les contó que Barbier y otro componente de la organización estaban detrás de los asesinatos en la sinagoga, y que había ayudado a Barbier a deshacerse del arma homicida y otras pruebas relevantes. Barbier fue el único condenado por esos asesinatos, mientras que el otro acusado fue absuelto para más tarde ser condenado por el similar doble homicidio de unos comerciantes de diamantes, y apareció en un programa de televisión belga en 2014, donde alegó que el WNP estaba detrás de las matanzas de Brabante a causa de las vigilancias de supermercados. Libert  fue arrestado como sospechoso días después de la emisión del programa, y aislado durante dos días para ser interrogado. Su casa fue también registrada.

### Asesinato del crimen organizado
Esta teoría apunta a que las masacres fueron cometidas para ocultar un asesinato selectivo. Una versión apunta a que el atraco de Overijse habría servido para encubrir la muerte violenta del banquero Léon Finné, presuntamente conectado con las mafias implicadas en el negocio del tráfico de armas ilegales.
Hay también varias teorías de la conspiración complejas que involucrar a notorios criminales profesionales como Patrick Haemers o Madani Bouhouche, ambos ya fallecidos. La altura de Haemers hizo encajar las sospechas de que fuese el 'Gigante' de la banda de Nivelles, pero aunque Haemers era despiadado, sus crímenes carecían de la maldad irracional y los botines de poca monta que eran seña de identidad de dicha banda. Por otro lado, Bouhouche fue condenado por un doble asesinato, tenía contacto con Libert y el WNP, y es considerado como un sospechoso con más probabilidad de haber estado involucrado en las masacres.